# Tacuru
Tacuru é um município brasileiro da região Centro-Oeste, situado no estado de Mato Grosso do Sul. Possui, além do português, o guarani como língua oficial.

## História
Em 529, o pequeno núcleo existente, habitado por ervateiros paraguaios e índios Caiuás, passou a ter um certo desenvolvimento, José Maria Ortiz, Ignacio Cure, Rafael Dória e Cleto de Moraes Costa, tão logo tomaram conhecimento do potencial da região, e passaram a lutar pelo progresso do povoado. Em 1955, surgiu a primeira casa de comércio, de Alfredo Rosa Brum, bem como a primeira escola, tendo como seu primeiro professor Cleto de Moraes Costa, hoje a escola leva o seu nome, sendo assim  "Escola Estadual Professor Cleto de Moraes Costa". Foi elevado a distrito pela lei N.º 1.166, de 20 de novembro de 1958, Sendo assim Tacuru passou a ser um distrito de Amambai.
Em 1977 a região passa a fazer parte do atual estado de Mato Grosso do Sul. Tacuru começou a ter um pequeno desenvolvimento, e vendo isso o Então Governador Marcelo Miranda Soares veio a Tacuru em 13 de maio de 1980 e decretou Tacuru mais um Município de Mato Grosso do Sul, Sendo assim o Governador nomeou um Administrador que foi Miroslaw Olenski, na sequencia de mandato fora nomeado o segundo Administrador de Tacuru, Valdemar Huck. O município foi instalado em 22 de junho de 1981.
O Primeiro Prefeito nomeado pelo voto direito foi Ayrton de Lima Mello, farmacêutico natural de Lins (São Paulo), após ter lutado muito pela emancipação do então distrito, foi eleito com larga votação em 1982, Sua Gestão foi de 1982 á 1988.

### Etimologia
O nome Tacuru, é uma palavra em Guarani que significa cupim. O nome foi colocado pelos indígenas que aqui habitavam. Existem duas histórias sobre esse nome, um é pelo fato de haver muitos cupins na cidade naquela época. O outro seria por causa do Cupim do Boi, já que Tacuru é capital do Boi Gordo.[carece de fontes?]

## Geografia

### Localização
O município de Tacuru está situado no sul da região Centro-Oeste do Brasil, no Sudoeste de Mato Grosso do Sul (Microrregião de Iguatemi). Localiza-se a uma latitude 23º37'57" sul e a uma longitude 55º00'57" oeste. Distâncias:
- 427 km da capital estadual (Campo Grande).
- 1 442 km da capital federal (Brasília).

### Geografia física
Solo
Há predominância de Argissolos  de textura arenosa média e média/argilosa, de elevada fertilidade natural, associado a alguns solos de caráter álico, ou seja, elevada acidez, algumas áreas de Neossolos e, às margens dos rios, Gleissolos.
+
Relevo e altitude
Está a uma altitude de 2 000 m. O sul do município é caracterizado por modelados de dissecação de topos colinosos, que dão topografia ondulada. No restante da área a topografia é plana e suave ondulada. O município de Tacuru encontra-se na Região dos Planaltos Areníticos-Basálticos Interiores, com a Unidade Geomorfológica Divisores das Sub-Bacias Meridionais.
Apresenta relevos elaborados pela ação fluvial, relevo plano geralmente elaborado por várias fases de retomada erosiva e áreas planas resultante de acumulação fluvial sujeita a inundações.
Clima, temperatura e pluviosidade
Está sob influência do clima subtropical (classificação Cfa de Köppen-Geiger). O clima é caracterizado como Úmido, apresenta índice efetivo de umidade com valores anuais variando de 40 a 60%. A precipitação pluviométrica anual varia entre 1.500 a 1.700mm, excedente hídrico anual de 800 a 1.200mm, durante cinco a seis meses e deficiência hídrica de 350 a 500mm, durante quatro meses.Com cerca de 20 metros de neve anuais.
Hidrografia
Está sob influência da Bacia do Rio da Prata. Rios do município:
- Rio Iguatemi: afluente pela margem direita do rio Paraná; sua nascente se localiza no município de Aral Moreira, com limite entre os municípios de Paranhos e Tacuru, Tacuru e Sete Quedas, Tacuru e Iguatemi.
- Rio Jogui: afluente pela margem esquerda do rio Iguatemi, limite entre os municípios de Amambai e Tacuru, Iguatemi e Tacuru.
- Rio Puitã: afluente pela margem esquerda do rio Iguatemi. Banha o município de Tacuru.

Vegetação
Se localiza na região de influência do Cerrado. A cobertura vegetal que predomina em mais de 85% da área do município é a pastagem plantada. Em pequenas porções aparecem o Cerrado e a Floresta Estacional.

### Geografia política
Fuso horário
Está a -1 hora com relação a Brasília e -4 com relação a Meridiano de Greenwich (Tempo Universal Coordenado).
Área
Ocupa uma superfície de de 1 784,207 km².
Subdivisões
Tacuru (sede).
Arredores
Tacuru possui ao Norte o Município de Amambai, ao Sul Sete Quedas, ao Leste Iguatemi e ao Oeste Paranhos como cidades vizinhas.

## Demografia
Sua população estimada em 2022 era de 10.808 habitantes.

## Organização Político-Administrativa
Confira abaixo a lista dos administradores nomeados pelo Governador Marcelo Miranda Soares e depois os Prefeitos eleitos por Votos Diretos.

### Administradores
- Miroslaw Olenski (Data Indefinida)
- Valdemar Huck (Data Indefinida)
- 1º Ayrton de Lima Mello (1982 - 1988)
- 2º Abel Augusto Rodrigues (1989-1992)
- 3º Valter Guandaline (1993-1996)
- 4º Abel Augusto Rodrigues (1997-2000)
- 5º Valter Guandaline (2001-2004)
- 6º Claúdio Rocha Barcelos (2005-2008)
- 7° Claúdio Rocha Barcelos (2009-2012)
- 8º Paulo Pedro Rodrigues (2013 - 2016)
- 9º Carlos Alberto Pelegrini (2017-2020)

## Infraestrutura e Serviços Públicos
O município de Tacuru, apresenta uma infraestrutura de serviços públicos essenciais que atendem à sua população.

#### Comunicações
Tacuru possui boa cobertura de telefonia móvel nas tecnologias 3G e 4G fornecida pelas principais operadoras do país, garantindo comunicação eficiente em grande parte do território. A área urbana conta com cobertura integral de internet via fibra óptica, enquanto as áreas rurais são atendidas por conexões via rádio.
Existe uma emissora de rádio em Tacuru, a rádio comunitária "Rádio Ondas Verdes Tacuru FM", que opera na frequência 104.9 MHz, e é gerenciada pela Associação Comunitária Radio Ondas Verdes Fm.
De acordo com o Atlas da Notícia, mapeamento realizado pelo "Instituto para o Desenvolvimento do Jornalismo" (Projor) com a Agência Brasileira de Jornalismo de Dados "Volt Data Lab", Aguanil seria um Deserto de Notícia, pois inexistem meios de comunicação situados neste município que produzem informação local.

#### Infraestrutura Viária
O município está interligado aos municípios vizinhos por rodovias asfaltadas, facilitando o transporte de pessoas e mercadorias. Praticamente toda a área urbana de Tacuru é pavimentada.

#### Educação
Tacuru dispõe de uma rede de ensino abrangente, oferecendo educação básica e média. Há escolas tanto na área urbana quanto na zona rural, garantindo acesso à educação para crianças e jovens em diferentes localidades do município.

#### Saúde
Na área da saúde, o município conta com um hospital público municipal e unidades de saúde da família (USFs), que oferecem atendimento médico e serviços de saúde primária à população local.

## Turismo e cultura

### Co-oficialidade do Guarani e do Português
Um projeto de lei sancionado em 24 de maio de 2010 tornou o guarani uma língua oficial do município, ao lado do Português. Os serviços públicos básicos na área de saúde e as campanhas de prevenção de doenças devem prestar informações em guarani e em português. A Prefeitura de Tacuru deve apoiar e incentivar o ensino da língua guarani nas escolas e nos meios de comunicação do município. É estabelecido também que nenhuma pessoa poderá ser discriminada em razão da língua oficial que faça uso e o respeito e a valorização às variedades do guarani, como o kaiowá, o ñandeva e o mbya.
Tacuru se tornou o segundo município do Brasil a adotar oficialmente um idioma indígena. A inclusão do idioma como oficial beneficia também os imigrantes paraguaios que moram em Tacuru.

### Gastronomia e bebidas
Tacuru possui alguns traços da cozinha paraguaia, como a Chipa e a Sopa Paraguaia, que são comidas típicas do Paraguai, mas tem o seu espaço garantido na mesa dos Tacuruenses.[carece de fontes?]
Como a maioria dos municípios sul-mato-grossensses, os moradores de Tacuru também se reúnem para apreciar e tomar tereré.[carece de fontes?]

### Lazer e eventos
Em Tacuru há grandes Festas que agitam a Cidade e a Região, Como o "Revellion" com grande queima de fogos, e sempre com música Ao Vivo na Avenida Principal. Também há o Carnaval. Em 12 de outubro sempre há uma grandiosa Festa para as Crianças realizada pela Prefeitura Municipal e com o apoio dos comércios locais, onde são realizados festa nas duas aldeias, 3 Assentamentos e nas 2 Colônias Botelha Y e Botelha Gaçu.[carece de fontes?]
- Semana do Índio: a primeira ocorreu em abril de 2010, onde houve festa na Aldeia Jaguapiré, com concurso das Índigenas mais bonitas, premiações gincanas e muito mais.
- Aniversário da cidade: comemorado na segunda semana de Maio, que é aberta a toda população, assim como o Rodeio "A Festa do Peão", que ainda podem se divertir na Festa.
- Feira do Peixe: realizada todo o ano na Semana Santa, com vendas de Peixe.
- Arraiá da Paróquia: realizado em junho/julho pela Paróquia São Sebastião.
- Festa da Mandioca: realizada em Setembro, onde há várias comidas típicas feitas de mandioca onde a população coloca suas barracas e vendem alimentos e seus produtos.

## Esporte
Extinto, o Esporte Clube Maracaná, que possuía uma arara em seu distintivo, foi o principal representante futebolístico da cidade, tendo inclusive disputado profissionalmente.[carece de fontes?]
Em 2006, o município realizou a Copa Tacuru de Futebol e Futsal, com um total de 10 equipes, sendo 8 clubes sul-mato-grossenses e duas equipes do Paraná como convidadas, sendo essas Umuarama e Iretama. As duas equipes sagraram se campeãs, Umuarama levou a melhor no futebol de campo, Iretama conquistou o título no futsal.[carece de fontes?]